# John Cena
John Felix Anthony Cena (* 23. dubna 1977 West Newbury) je americký herec, rapper a profesionální wrestler pracující v WWE jako volný agent. Své pravé jméno užívá i jako jméno v ringu (beze jmen po křtu).

## Životopis

### Debut a začátek záspasnické kariéry (2002–2012)
Před debutem ve World Wrestling Entertainment působil v UPW, pod nickem The Prototype. Poté byl v OVW pod stejným nickem The Prototype a Mr. P. Ve WWE se objevil poprvé ve SmackDown show proti Kurtu Angelovi 27. června 2002. Jeho první titul byl WWE Tag Team Champion spolu s Billym Kidmanem. 
Poté na WrestleManii 20 porazil Big Showa o United States titul. Tento titul obhájil nad Carlitem, který mu ho později sebral. V roce 2005 natočil svůj debutový film The Marine. Poté, co vyhrál King of the Ring vyzval Johna Bradshawa Layfielda (JBL) o titul WWE Championa, který vyhrál. 6. června 2005 přešel do rosteru Raw. Měl spor s Christianem, Chrisem Jerichem a Ericem Bishoffem, ze kterého vyšel vítězně a poté poprvé přišel o titul WWE Championa na NYR (New Years Revolution) nad Edgem, kterého porazil na Royal Rumbelu 2006 a titul si vzal zpět. Na WrestleManii 22 obhájil titul nad Triplem H, který se nechal diskvalifikovat na Backlash a tím titul zůstal Cenovy. Obhájil titul i (nejen) na Unforgivenu v TLC matchi a na Cyber Sunday. Poté v roce 2007 získal World Tag Team titul spolu se Shawnem Michaelsem,Poté World Tag Team titul prohrály nad The hardys. Spor s The Great Khalim o WWE titul taktéž vyhrál, i když měl namále.

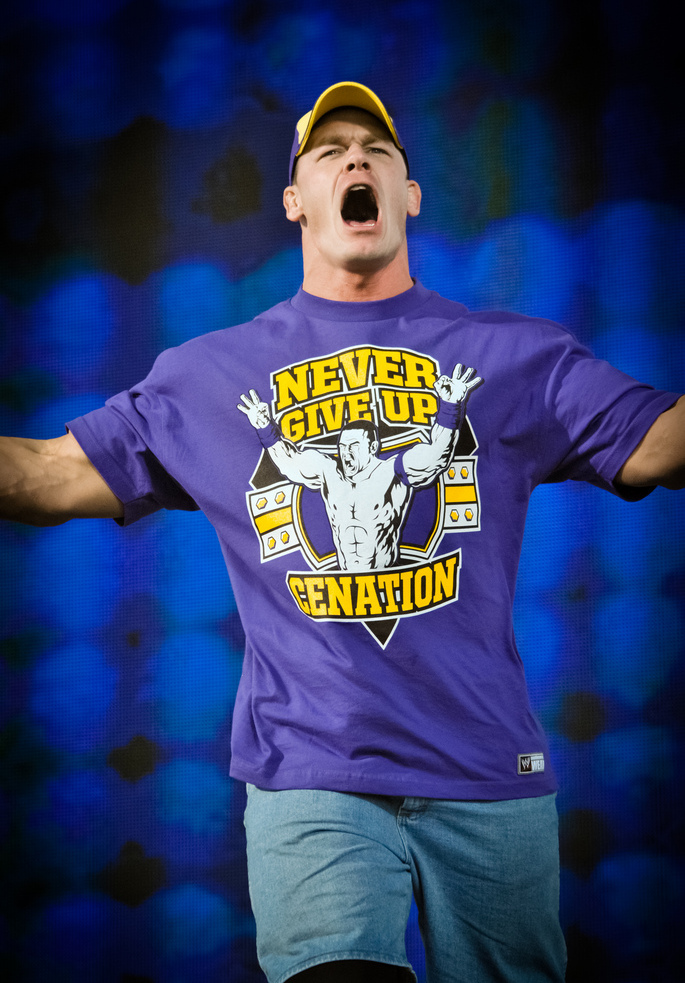
John Cena v roce 2010

V Roce 2009 měl feud s Randy Ortonem, který měl zálusk na jeho titul a který zbil jeho otce. Dnes již patří mezi nejlepší wrestlery nejen WWE, ale i celého wrestlingového světa. V roce 2009/10 vedl spor s Sheamusem, který ho na PPV TLC (Tables,Laders and Chairs)připravil o titul WWE v Tables Matchi. Tento spor se táhl až do akce Elimination Chamber kde porazil všechny své soupeře a získal WWE titul zpět, ale ne na dlouho krátce po skončení zápasu oznámil prezident WWE Vince McMahon řekl, že musí porazit ještě jednoho soupeře, kterým byl Batista. Ten ho porazil a sebral mu titul. Titul znovu získal na akci Wrestlemania 26 kdy porazil Batistu. Spor se ale táhl dál až do akce Over the Limit, ve kterém vyhrál John Cena, který měl pak spor s Nexusem. Na Elimination Chamber 2011 vyhrál Number 1 Contender Match a postavil se na Wrestlemanii 27 proti The Mizovi o WWE titul. Tento zápas ale prohrál a na Extreme Rules 2011 se tento zápas opakoval ve Steel Cage a ten zápas John Cena vyhrál a stal se WWE šampion.
O tento titul ho na Money in the Bank 2011 připravil CM Punk. Na Night of Champions 2011 titul opět získal, když porazil Alberta Del Ria, který ho o tento titul na Hell in a Cell opět připravil. 4.4.2011 v show Raw byl oznámen main event pro největší show roku 2012, WrestleMania 28, kde se měl John Cena střetnout proti filmové hvězdě a bývalému wrestlerovi Dwaynu Johnsonovi, známého pod přezdívkou "The Rock". Tento zápas, který byl v přípravách celý rok, však John Cena prohrál.

### WWE a World Heavyweight Champion. Feud s Brayem Wyattem, WWE World Heavyweight Champion a návrat (2013–2021)
Další rok měl zase spor s The Rockem na Wrestlemani 29 o WWE titul který vyhrál. Po WM 29 měl spor s Rybackem ale tento spor vyhrál na plné čáře když prohodil Rybacka sanitkou na PPV show Payback. Pak měl krátký spor s Markem Henrym na PPV show Money in the Bank který také vyhrál.

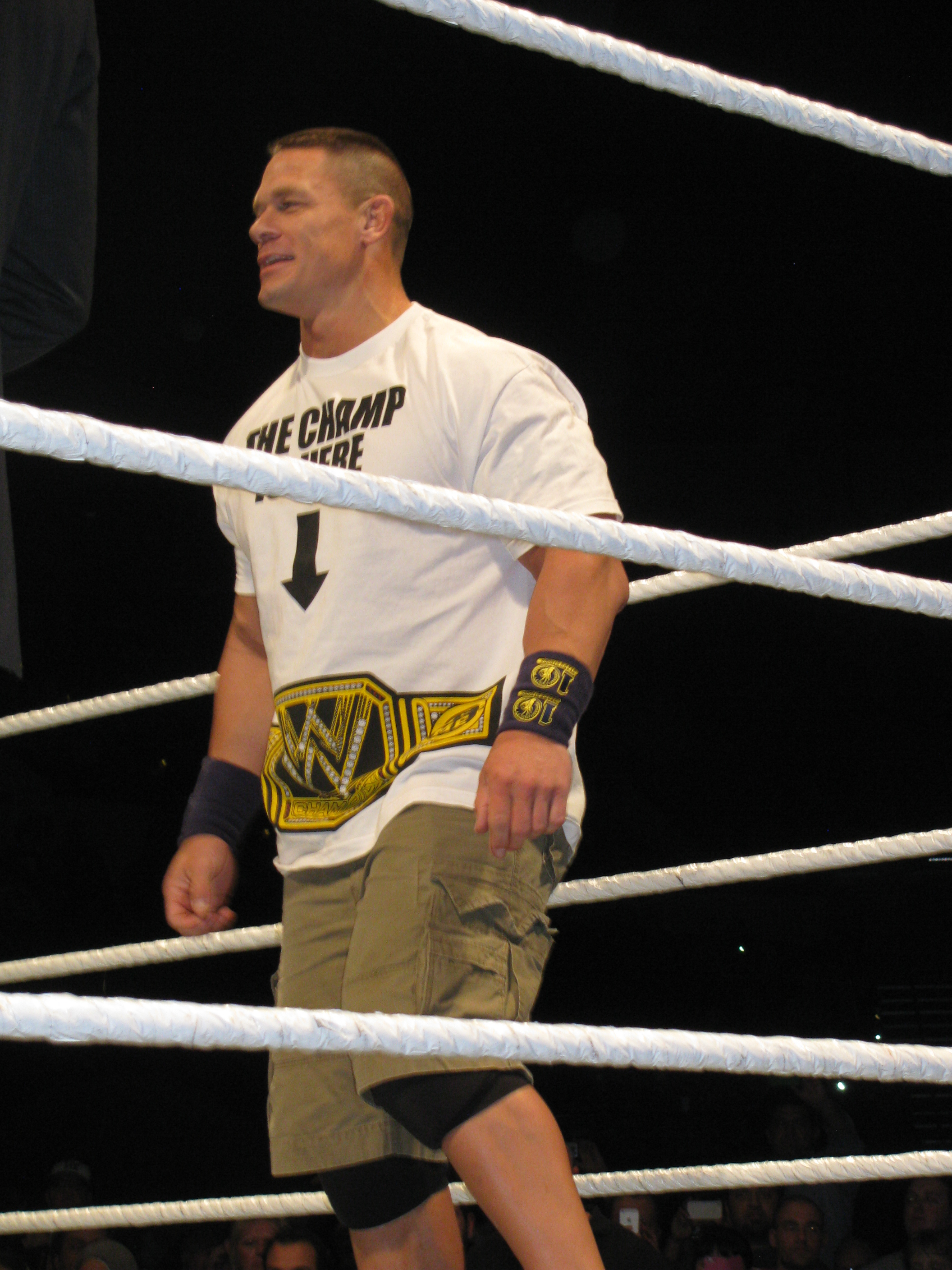
John Cena v červenci roku 2013

Na PPV show SummerSlam měl spor s Danielem Bryanem opět spor o WWE titul ale tento spor prohrál a jelikož byl zraněný tak na cca 3 měsíce z WWE odešel. Na PPV show Hell in a Cell se vrátil do zápasu s Albertem Del Riem a titul světového šampiona který vyhrál. Del Rio dostal svůj odplatný zápas o titul ale Cena to zase obhájil. Na Survivor Series 2013 vyzval John Cena Randyho Ortona k zápasu na PPV TLC 2013 o WWE World Heavyweight Championship.Tento zápas nakonec ale prohrál, když ho Randy Orton v posledním momentu svrhl ze žebříku a John prorazil stůl hlavou napřed. Nakonec ale dostal druhou šanci a rematch proti Randymu Ortonovi na PPV Royal Rumble 2014 o WWE World Heavyweight Championship, který také prohrál kvůli tomu že k ringu přišli Wyatt Family. John Cena byl i příští placenou akci v hlavním taháku, kterým byl WWE WH championship elimination chamber match. V zápase stál proti Cesarovi, Christianovi, Sheamusovi, Bryanovi a obhájci titulu Randymu Ortonovi. Do zápasu nastoupil jako předposlední a eliminoval Cesara, poté co ho donutil vzdát po STF. Když tam zůstali jako poslední Daniel Bryan, Randy Orton a právě John Cena a John chytil Randyho do STF, opět mu přerušili naději na úspěch Wyatt Family, kteří vnikli do elimination chamber klece a zmlátili Cenu, tak že byl poté hned odpočítán Randym Ortonem.
Na největší placené akci roku 2014, WrestleManii 30 si konečně mohl vyřešit své spory s Brayem Wyattem. Tento zápas trval necelých 23 minut i přesto, že inkasoval finisher Sister Abigail tak zvítězil. Na Extreme Rules se konala odveta v železné kleci. Tento zápas John Cena prohrál po tom když chtěl odejít z klece mu dítě spřátelený s Brayem Wyattem zazpívalo He's got a whole world in his hands tak byl John Cena vyrušený a Bray Wyatt mu nasadil Sister Abigail a John prohrál. Poslední zápas sporu mezi Wyattem a Cenou se uskutečnil na PPV Payback. Kde John vyhrál v zápase Last Man Standing.
Návrat do boje o WWE World Heavyweight titul se uskutečnil na PPV Money in the Bank, kde se John Cena kvalifikoval, když na RAW porazil Kanea. Na Money in the Bank bude stál proti další šesti soupeřům o titul WWE světového šampióna těžké váhy, který momentálně nikdo nedržel, protože Daniel Bryan byl zraněný. John Cena je byl favoritem na zisk titulu, ale v cestě mu stál Randy Orton, Roman Reigns, Alberto del Rio, Cesaro, Bray Wyatt a Sheamus. John Cena tento zápas vyhrál a stal se WWE World Heavyweight šampionem. John svůj WWE World Heavyweight titul obhájil na PPV Battleground v Fatal 4-Way proti Kaneovi, Ortonovi a Romanu Reingsovi. Po této show Cenu vyzval Brock Lesnar k zápasu na SummerSlamu. Na SummerSlamu Lesnar Cenu doslova zničil, nasadil mu neuvěřitelných 16 German Suplexů a po druhém F5 ho odpinoval. Brock Lesnar se tak stal počtvrté světovým šampionem. 
29. ledna 2017 na Royal Rumblu vyhrál zápas o WWE Championship a stal se 16 násobným světovým šampionem. Vyrovnal tak rekord který dosud držel Ric Flair.
Poté se Cena vydal do Hollywoodu, vrátil se až v roce 2018 kde byl chvíli aktivním členem rosteru show RAW. Cena se poté opět vrátil do Hollywoodu a v WWE měl od té doby do roku 2020 pouze pár výstupů.
28. února 2020 se Cena vrátil do WWE aby měl později Firefly Funhouse zápas s Brayem Wyattem na WrestleManii 36, která se historicky poprvé kvůli Covidové pandemii odehrála bez fanoušků. V roce 2021 se Cena vrátil na placené akci Money in the Bank. Den po Money in the Bank, Cena na show RAW vyzval WWE Universal šampiona Romana Reignse na zápas na SummerSlamu 2021 který Reigns vyhrál a udržel si tak svůj titul.

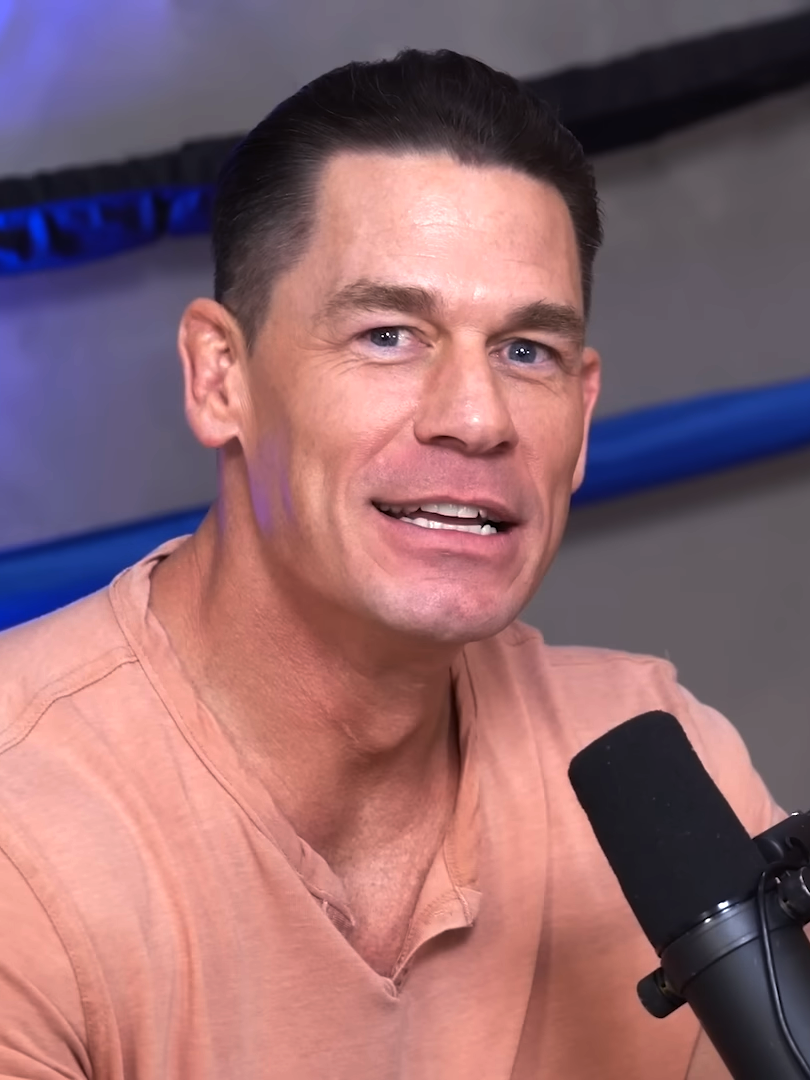
John cena v roce 2024

### Návrat z Hollywoodu a ukončení kariéry (2023–současnost)
V roce 2023 měl na WrestleManii 39 zápas s mladým Austinem Theorym o WWE United States Championship. Tento zápas Cena prohrál. O pár měsíců později měl Cena zápas na Crown Jewelu 2023 se Solo Sikoem, kde byl Cena brutálně poražen po tom, co mu Sikoa několikrát nasadil jeho zakončovací chvat Samoan Spike. Cena se poté vrátil na WrestleManii 40, kde pomohl Codymu Rhodesovi vyhrát Undisputed WWE Universal Championship.
Na PLE akci Money in the Bank v roce 2024 Cena oficiálně oznámil svůj očekávaný a několikrát zmiňovaný konec své kariéry wrestlera. Zároveň také ale oznámil svůj návrat do ringu na plný úvazek který platí na celý rok 2025. Jedná se tak o jeho poslední turné jeho wrestlerské kariéry. Jeho poslední zápas se má odehrát někdy na konci roku 2025.
Zúčastnil se zápasu Royal Rumble, avšak z ringu byl jako předposlední vyhozen a vítězem se stal Jey Uso. Následně bylo oznámeno, že se zúčastní i zápasu Elimination Chamber, který se konal 1. března 2025 v Torontu. Ze zápasu odešel jako vítěz a vyzval Codyho Rhodese o Undisputed WWE Championship.
Na akci za pomocí The Rocka a rappera Travise Scotta vyhrál a vůbec poprvé od roku 2003 začal ztvárňovat roli záporáka.

## Herecká kariéra a média
Po svých úspěších ve wrestlingovém byznysu se John dostal také k herectví. V roce 2006 se objevil v akčním filmu The Marine, ve kterém si zahrál hlavní roli. Dalším filmem byl v roce 2008 další "akčňák" s názvem 12 rounds, kde opět ztvárnil hlavní roli. V roce 2010 se Cena objevil ve vedlejší roli ve sportovním dramatu Legendary. Ve stejném roce ještě stihl účinkovat v komediálním filmu Fred: The Movie, kde ztvárnil otce hlavní postavy. 
John Cena se velmi často objevuje ve spoustě televizních pořadů, ať už jde o talk shows nebo předávání cen. V roce 2018 si zahrál ve filmu Bumblebee v roli Jacka Burnse. V roce 2021 si zahrál ve filmu Rychle a zběsile 9. Nadále hrál ve filmu Sebevražedný oddíl a v seriálu, ve kterém má hlavní roli Peacemakera.
Kromě herectví se John Cena věnuje i hudbě. V roce 2005 vydal úspěšné hip-hopové album s názvem You Can't See Me, které mělo velký úspěch a to především ve Velké Británii. Skladbu My Time is Now nyní používá při svém vstupu do ringu. V minulosti pro tento účel využíval skladbu taktéž ze své produkce s názvem Basic Thuganomics.

## Dosažené tituly
World Wrestling Entertainment (WWE)
- WWE Championship (14krát)
- World Heavyweight Championship (3krát)
- WWE United States Championship (5krát)
- WWE Tag Team Championship (2krát)
- World Tag Team Championship (2krát)
- Money in the Bank (2012)
- Royal Rumble vítěz (2008, 2013)
- Elimination Chamber vítěz (2006, 2010, 2011, 2025)
- WWE Championship No. 1 Contender's Tournament (2003, 2005)
- Slammy Awards (11krát)

Ohio Valley Wrestling (OVW)
- OVW Heavyweight Championship (1krát)
- OVW Southern Tag Team Championship (1krát)

Ultimate Pro Wrestling (UPW)
- UPW Heavyweight Championship (1krát)

## Diskografie

#### Studiová alba
- You Can't See Me (2005)

#### Soundtracky
- Peacemaker (2022)